# Eretmocerus neobemisiae
Eretmocerus neobemisiae är en stekelart som beskrevs av Yasnosh 1974. Eretmocerus neobemisiae ingår i släktet Eretmocerus och familjen växtlussteklar.
Artens utbredningsområde är Iran. Inga underarter finns listade i Catalogue of Life.